# 沙米利·巴萨耶夫
沙米利·萨尔曼诺维奇·巴萨耶夫（1965年1月14日—2006年7月10日），车臣陆军将领，车臣独立运动领导人。巴萨耶夫在车臣共和国杜达耶夫分离主义武装中任指挥官，是车臣反叛力量中激进派别无可争议的领导人，长期率军与俄罗斯联邦军队作战。为促使俄罗斯从车臣撤军，他多次策划袭击车臣境内外安全部队，并是数起人质事件及针对平民的恐怖袭击的主要责任者，是全世界最为臭名昭著的恐怖主义者之一。2006年7月10日他死于印古什共和国的爆炸，至今俄罗斯联邦政府仍在追捕其团伙成员。

## 生平
巴萨耶夫1965年 1 月 14 日生于车臣南部山区，家族来自车臣贝尔格哈托伊部落。 1982年，他高中畢業，自1983年起，他在伏爾加格勒地區的阿克賽斯基國營農場當了大約四年的工人 。1983年至1985年，他在蘇聯陸軍空軍地面支援部隊的一个機場消防隊服役。服役結束後，他曾三次嘗試進入莫斯科國立大學法學院，但沒有通過选拔考試。1987年進入莫斯科土地管理工程學院。随后，他与车臣当地商人苏夫扬·塔拉莫夫（Supyan Taramov） 合作，在莫斯科从事电脑销售工作。
1989年至1991年間，他在伊斯坦堡學習。
在1991年11月，車臣民族主義領導人焦哈爾·杜達耶夫單方面宣布脫離新成立的俄羅斯聯邦獨立。作為回應，葉爾欽宣布進入緊急狀態，並向車臣邊境派遣軍隊。就在那時，巴薩耶夫開始了他作為武装叛亂分子的漫長職業生涯，試圖引起國際社會對這場危機的關注。
1991 年 11 月 9 日為抗議聯邦政府試圖在車臣-印古什地區實施緊急狀態，沙米爾·巴薩耶夫、賽義德·阿里·薩圖耶夫、洛姆·阿里·恰恰耶夫在礦泉城機場的一架Tu-154 客機上劫持了178 名人質。此舉是為了抗議車臣-印古什地區實施緊急狀態。客機被劫持飛往土耳其，武裝分子在土耳其釋放了人質，並召開記者會，要求阻止俄羅斯軍隊進入車臣。此後，土耳其當局允許恐怖分子返回車臣。
巴薩耶夫於 1992 年移居阿塞拜疆，在那裡他協助阿塞拜疆軍隊在納戈爾諾-卡拉巴赫飛地與亞美尼亞武裝分子进行戰爭。
1992年晚些時候，巴薩耶夫前往格魯吉亞的一個分裂地區阿布哈茲，協助當地的分離主義運動反對格魯吉亞政府重新控制該地區的企圖。巴薩耶夫成為高加索山地人民聯盟（泛北高加索民族主義者、北高加索人民的志願部隊）部隊的總司令。他們的參與對阿布哈茲戰爭至關重要。据称在此期间他与俄军总参情报局有联系。臣分裂分子的代表一直否认巴萨耶夫涉嫌与俄罗斯情报机构合作，称这是故意在其支持者眼中抹黑他的名声。
1994年4月到7月，巴薩耶夫和一个同伙前往阿富汗霍斯特省参加了武装训练。
1994年12月11日，俄羅斯軍隊入侵車臣，推翻焦哈爾·杜達耶夫政府，第一次車臣戰爭爆發。戰爭爆發後，杜達耶夫任命巴薩耶夫為前線指揮官之一。巴薩耶夫在抵抗運動中發揮了積極作用，成功指揮了他的「阿布哈茲營」。該部隊之后在 1994 年 12 月至 1995 年 2 月持續的車臣首都格羅茲尼戰役中給俄羅斯軍隊造成重大損失。
1995年2月，第一次車臣戰爭俄军進攻格羅茲尼時，沙米爾·巴薩耶夫指揮的「阿布哈茲營」遭到俄军軍部隊的合圍。然而，儘管「阿布哈茲營」的很大一部分被摧毀，巴薩耶夫還是設法逃離了被封鎖的城市。儘管巴薩耶夫未能實現俄羅斯軍隊撤出車臣的主要要求，但他成功地透過談判阻止了俄羅斯的前進，並與俄羅斯政府啟動了和平談判，為車臣抵抗運動提供了重新集結和恢復的時間。
1996年4月21日，焦夫哈爾·杜達耶夫被刺殺後，沙米爾·巴薩耶夫接任國家行政職務。
1995年6月14日晚，巴薩耶夫團夥成員乘坐三輛卡瑪茲汽車和一輛改裝成警車的VAZ-2106汽車，前往斯塔夫羅波爾邊疆區襲擊組織和居民。事件持续到6月19日，經過談判，大部分人質被釋放，武裝份子也獲得了前往車臣的機會。由123人志愿組成人体盾牌替换被劫持的人质，其中包括20名記者、3名俄羅斯聯邦人民代表、布登諾夫斯克和史塔夫羅波爾邊疆區政府代表，6月19日至20日晚間，縱隊抵達車臣境內，巴萨耶夫团伙释放所有人質後逃跑了。
1996年，巴薩耶夫晉升為車臣武裝部隊將軍兼司令。
1996年7月，他與流氓車臣軍閥魯斯蘭·拉巴扎諾夫之死有牽連。
1996年8月，他率領部隊擊敗了該市的俄羅斯駐軍成功收復車臣首都格羅茲尼。葉利欽政府最終採取了和平行動，聘請了前蘇聯阿富汗戰爭將軍亞歷山大·列貝德作為談判代表。車臣人和俄羅斯人簽訂了和平協議，車臣人根據該協議獲得了事實上的獨立。
1996年12月，巴薩耶夫辭去軍事職務，參加車臣第二次總統選舉（也是伊奇克里亞車臣共和國第一次也是唯一一次受到國際監督的选举）。巴薩耶夫以23.5%的得票率位居第二，僅次於阿斯蘭·馬斯哈多夫。
1997年初，他被馬斯哈多夫任命為車臣副總理。 1997年馬斯哈多夫總統訪問中東期間，他曾短暫擔任車臣代理領導人。
1997年12月，莫夫拉迪·烏杜戈夫的伊斯蘭國家黨呼籲車臣吞併鄰國達吉斯坦的領土後，巴薩耶夫承諾「解放」鄰國「俄羅斯殖民地」達吉斯坦。
馬斯哈多夫一直與巴薩耶夫合作，直到 1998 年，當時巴薩耶夫建立了一個軍官網絡，這些軍官很快就成為敵對的軍閥。隨著車臣陷入混亂，巴薩耶夫的聲譽開始直線下降，因為他和其他人被指控腐敗和參與綁架；他與阿拉伯佣兵伊本·哈塔卜的聯盟也疏遠了許多車臣人。
1998 年初，巴薩耶夫成為車臣總統的主要政治對手，他認為車臣總統正在「將共和國推回俄羅斯聯邦」。
1998年3月31日，巴薩耶夫呼籲終止與俄羅斯的談判。
1998年7月7日，他遞交辭去車臣總理職務的辭職信。在這些年裡，他寫了一本伊斯蘭武装遊擊隊手冊《聖戰者之書》。
1999年8月7日，巴薩耶夫領導的團夥和阿拉伯傭兵入侵達吉斯坦山區，第二次車臣战争開始。巴薩耶夫和哈塔布率領1400人的武裝分子試圖援助達吉斯坦瓦哈比派接管鄰國達吉斯坦共和國、建立伊斯蘭共和國並發動起義，但都沒有成功。戰鬥一直持續到8月24日，武裝部隊被趕出陣地並撤退到車臣。 8月25日起，俄羅斯空軍飛機開始對車臣武裝分子基地和營地進行打擊。最终俄羅斯軍隊成功擊退了入侵。據俄羅斯聯邦安全局稱，這起攻擊造成 280 多人死亡，800 多名軍事人員、安全部隊和平民受傷。
1999 年 9 月。布伊納克斯克、莫斯科和伏爾加頓斯克的多处房屋爆炸造成數百名平民傷亡。情報部門報告稱，恐怖攻擊的組織者阿奇梅茲·戈奇亞耶夫是按照巴薩耶夫的個人指示行事。
2000 年 2 月 1 日。當巴薩耶夫的團夥在俄罗斯聯邦軍隊的封鎖下衝出格羅茲尼時，陷入了雷區他失去了右腿。儘管受了傷，巴薩耶夫還是與其他車臣人一起躲在森林和山脈中，躲避了俄羅斯的追捕。他歡迎來自阿富汗和其他伊斯蘭國家的外國戰鬥人員提供援助，並鼓勵他們加入車臣武装斗争事業。
2000年2月29日，沙托伊地區烏魯斯-克爾特村附近的山區和樹林中，俄羅斯軍隊遭到恐怖分子沙米爾·巴薩耶夫和沙烏地阿拉伯人哈塔布領導的武裝團伙的襲擊，該攻擊造成俄第 76 空降師第 104 空降團第 6 連、第 4 連 84人死亡、4人受傷。武裝分子損失400至500人。2022年喀山地区法院宣布逮捕参与该事件的5名嫌犯。
2001年6月2日，據報道，時任俄羅斯駐車臣部隊總司令根納季·特羅舍夫（Геннадий Трошев）將軍懸賞一百萬美元，懸賞給任何願意給他帶來巴薩耶夫頭顱的人。
2002年11月2日左右，巴薩耶夫在一個激進網站上聲稱他對莫斯科劇院人質危機負責。
2002年12月27日，車臣自殺式炸彈襲擊者用車輛衝進位於格羅茲尼的共和國政府總部，摧毀了這座四層樓的建築，造成約80人死亡。巴薩耶夫聲稱對此事負責，並發布了襲擊視頻。
2003年5月12日，自殺式炸彈客將一輛滿載炸藥的卡車撞入車臣北部茲納門斯科耶的俄羅斯政府大樓，造成 59 人死亡。兩天后，一名婦女靠近亲俄車臣政府首腦艾哈邁德·卡德羅夫实施自杀爆炸，卡德羅夫侥幸逃生。巴薩耶夫聲稱對這兩起攻擊事件負責。
2003 年 6 月至 8 月，巴薩耶夫住在卡巴爾達-巴爾卡爾附近的巴克桑鎮。
2003 年 8 月 8 日，美國國務卿鮑威爾將沙米爾·巴薩耶夫認定為對美國安全和公民的威脅，稱巴薩耶夫「實施了威脅美國國民或國家安全的恐怖主義行為，或構成實施恐怖主義行為的重大風險」。
2003年12月5日，莫斯科時間7時45分，沿著基斯洛沃茨克—礦水城路線行駛的6309號郊區電動列車第二節車廂發生爆炸。巴薩耶夫聲稱對這起攻擊事件負責。
2004 年9 月，巴薩耶夫聲稱對別斯蘭學校人质事件負責，這次圍困事件造成 350 多人死亡，其中大多數是兒童，數百人受傷。俄羅斯聯邦安全局承諾提供 3 億盧布赏金，以獲取有關巴薩耶夫和馬斯哈多夫下落的信息。
2005年2月3日，英國第四頻道宣布將播出巴薩耶夫的訪談。對此，俄羅斯外交部表示，該廣播可能有助於恐怖分子實現其目標，並要求英國政府取消該廣播。英國外交部回應稱，不能幹預私人電視頻道的事務，訪談如期播出。
2005年8月23日，巴薩耶夫重新加入車臣分離主義政府，擔任第一副主席。
2006年3月，車臣共和國總理拉姆贊‧卡德羅夫聲稱，超過3,000名警察正在南部山區追捕巴薩耶夫。
2006年6月15日，巴薩耶夫再次聲稱對導致艾哈邁德·卡德羅夫死亡的爆炸事件負責，稱他已向暗殺者支付了5萬美元。
2006年6月27日，沙米爾·巴薩耶夫被多卡·烏馬羅夫任命為伊奇克里亞车臣共和国副總統。
2006年7月10日，巴萨耶夫于印古什共和国納茲蘭區埃卡熱沃村地區被炸身亡。
2006年12月29日，法醫專家確認了巴薩耶夫遺體的身份。
2007年10月6日，巴薩耶夫被多庫·烏馬羅夫追授為大元帥 。

### 巴萨耶夫死亡[17]
关于他的死因仍然有争议，俄罗斯方面宣称他是被俄罗斯联邦安全局(FSB)特工炸死，车臣叛军则称他死于因一輛裝有炸藥的卡車意外自爆意外爆炸而死亡。也有资料显示他是被叛军的其他派别暗杀的。
相关细节有多种说法：
根據俄通社-塔斯社報道，印古什聯邦安全局表示，由於操作不慎，車內的爆炸物可能爆炸。爆炸威力為100公斤TNT當量。據當地安全官員稱，爆炸造成除巴薩耶夫外，還有三到五人死亡。
根據俄羅斯第一頻道報道，著名恐怖分子沙米爾·巴薩耶夫的死因可能是一次有針對性的飛彈襲擊。 「根據我們的數據，沙米爾·巴薩耶夫和焦哈爾·杜達耶夫都在一次有針對性的飛彈襲擊中喪生，」電視頻道記者報道。
根據電視報道中提供的訊息，武裝分子因強烈爆炸而被摧毀。這次爆炸也導致现场部分磚房被毀。此外，位於爆炸區域的卡車「只剩下底盤，客車則只剩下車身」。據電視台報道，爆炸現場發現了四具屍體和許多屍體碎片。
印古什內政部部長別斯蘭·哈姆霍耶夫表示，在消滅武裝領導人沙米爾·巴薩耶夫的特別行動中，約10名武裝分子被擊斃。坎霍耶夫指出：“爆炸範圍內的所有人都被炸毀了。停屍間已經有四具武裝分子的屍體，根據行動數據，被殺的武裝分子總數可能達到10人。”
南部聯邦區安全部隊的一位高級消息人士透過電話告訴俄新社，沙米爾·巴薩耶夫被摧毀的事實將透過基因檢查得到證實。 「雖然特種部隊百分之百確信是巴薩耶夫被殺，但恐怖分子的遺體將被送往其中一個醫學實驗室，在那裡進行適當的檢查。」該機構的對話者說。據他估計，基因檢查大約需要一週時間。
媒體對巴薩耶夫的死亡形成了三種推测。其中兩個是基於俄羅斯聯邦安全局的報告，称這是俄羅斯特種部隊的特殊行動。然而，其細節尚未披露，因此媒體有三种推测：
1.是在裝有武器的卡車上安裝某種爆炸装置；
2.是類似於焦哈爾·杜達耶夫的使用导弹进行的定点清除；
3.是武装分子在處理武器時的簡單粗心。

## 文化作品
2018年，俄罗斯莫斯科電影公司拍摄了电影《Решение о ликвидации》？（或译为反恐特战队：清盘行动）描述俄罗斯联邦局清算巴薩耶夫的特别行动。